# 1. slovenská futsalová liga
1. slovenská futsalová liga (sponzorským názvem Loto Extraliga) je futsalová soutěž pořádaná na území Slovenska. Jde o nejvyšší soutěž v systému futsalových soutěží na Slovensku. Pořádá ji Slovenský futbalový zväz, podobně jako všechny soutěže registrovaných profesionálních i neprofesionálních hráčů na Slovensku.

## Sponzorské názvy soutěže
- 1993–1997: bez hlavního sponzora (1. liga malého fotbalu)
- 1997–2000: bez hlavního sponzora (1. futsalová liga)
- 2000–2006: bez hlavního sponzora (Extraliga)
- 2006–2008: JOMA Extraliga
- 2008–2009: bez hlavního sponzora (Extraliga)
- 2009–2011: KYMA Extraliga
- 2011–2012: SELECT Extraliga
- 2012–2013: Keno Club Extraliga
- 2013–2014: bez hlavního sponzora (Extraliga)
- 2014– : Loto Extraliga

## Reorganizace soutěže
Do roku 1997 byl futsal (tehdy pod názvem malý fotbal) na Slovensku pod hlavičkou Únie malého futbalu. Nejvyšší ligová soutěž tak nesla název 1. slovenská liga malého fotbalu. V roce 1998 přešla soutěž pod Slovenský futbalový zväz, kde ho řídí Komisia futsalu SFZ. V roce 2003 se futsal a sálový fotbal na Slovensku sdružili do jednoho sportu, který má řídit Slovenský futbalový zväz. Protože se mělo hrát podle světových pravidel FIFA, sálový fotbal na Slovensku zanikl. V první sezóně 2003/04 společné soutěže nastoupilo sedm nejlepších týmů z obou slovenských ligových soutěží.

## Nejlepší kluby v historii - podle počtu titulů
| Vítězové nejvyšší ligové soutěže |        |                                                            |
| Klub                             | Tituly | Vítězné ročníky                                            |
| Slov-Matic FOFO Bratislava       | 10     | 2005, 2006, 2007, 2008, 2010, 2011, 2012, 2013, 2014, 2015 |
| ŠK Program Dubnica nad Váhom     | 4      | 2000, 2001, 2002, 2003                                     |
| FK Lumas Nitra                   | 3      | 1994, 1996, 1997                                           |
| RCS Košice                       | 3      | 1995, 1998, 2009                                           |
| FK JADO Selce                    | 1      | 1999                                                       |
| 1. SC Incar Nitra                | 1      | 2004                                                       |

## Vítězové jednotlivých ročníků
| 1. liga (1993–2015) |         |                                  |                               |                               |
| Poř.                | Ročník  | Mistr                            | 2. místo                      | 3. místo                      |
| 1.                  | 1993/94 | FK Lumas Nitra (1)               | Sklo Union Trenčín            | AJAX DuTaF Dubnica nad Váhom  |
| 2.                  | 1994/95 | Trade Trans Rail Košice (1)      | FK Lumas Nitra                | Sklo Union Trenčín            |
| 3.                  | 1995/96 | FK Lumas Nitra (2)               | OZETA Rumsan Trenčín          | ŠK Program Dubnica nad Váhom  |
| 4.                  | 1996/97 | FK Lumas Nitra (3)               | FC Vesel Banská Bystrica      | FC Salmet-Medic 92 Levice     |
| 5.                  | 1997/98 | Trade Trans Rail Košice (2)      | FC Vesel Banská Bystrica      | FK Selce                      |
| 6.                  | 1998/99 | FK Diamond Selce (1)             | ŠK Program Dubnica nad Váhom  | FK Dynamik Nitra              |
| 7.                  | 1999/00 | ŠK Program Dubnica nad Váhom (1) | Trade Trans Rail Košice       | FK Dynamik Nitra              |
| 8.                  | 2000/01 | ŠK Program Dubnica nad Váhom (2) | Trade Trans Rail Košice       | 1. HFC Lučenec                |
| 9.                  | 2001/02 | ŠK Program Dubnica nad Váhom (3) | FK Mäsomax Nitra              | 1. HFC Lučenec                |
| 10.                 | 2002/03 | ŠK Program Dubnica nad Váhom (4) | FC Izolex Košice              | Trade Trans Rail Košice       |
| 11.                 | 2003/04 | 1. SC Incar Nitra (1)            | ŠK Across Pinerola Bratislava | 1. HFC Lučenec                |
| 12.                 | 2004/05 | Slov-Matic FOFO Bratislava (1)   | ŠK Program Dubnica nad Váhom  | 1. SC Incar Nitra             |
| 13.                 | 2005/06 | Slov-Matic FOFO Bratislava (2)   | ŠK Program Dubnica nad Váhom  | ŠK Mima Divus Trnava          |
| 14.                 | 2006/07 | Slov-Matic FOFO Bratislava (3)   | ŠK Program Dubnica nad Váhom  | RCS Košice                    |
| 15.                 | 2007/08 | Slov-Matic FOFO Bratislava (4)   | ŠK Program Dubnica nad Váhom  | ŠK Šped-Trans Levice          |
| 16.                 | 2008/09 | RCS Košice (3)                   | Slov-Matic FOFO Bratislava    | FC Patrik Senica              |
| 17.                 | 2009/10 | Slov-Matic FOFO Bratislava (5)   | ŠK Program Dubnica nad Váhom  | RCS Košice                    |
| 18.                 | 2010/11 | Slov-Matic FOFO Bratislava (6)   | RCS Košice                    | ŠK Mima Divus Trnava          |
| 19.                 | 2011/12 | Slov-Matic FOFO Bratislava (7)   | ŠK Across Pinerola Bratislava | RCS Košice                    |
| 20.                 | 2012/13 | Slov-Matic FOFO Bratislava (8)   | RCS Košice                    | ŠK Across Pinerola Bratislava |
| 21.                 | 2013/14 | Slov-Matic FOFO Bratislava (9)   | ŠK Across Pinerola Bratislava | FK Slovanet Prešov            |
| 22.                 | 2014/15 | Slov-Matic FOFO Bratislava (10)  | FK Prešov                     | ŠK Across Pinerola Bratislava |